# Estación Ōtemachi (Metro de Tokio)
La Estación Ōtemachi (大手町駅 Ōtemachi-eki?) es una estación de metro en las líneas Marunouchi, Chiyoda, Tozai, Hanzōmon, y Mita del metro de Tokio. Este estación es la única estación de la red de metro para servir cinco líneas de metro.

## Datos de la estación
La estación tiene diez vías y seis andenes; la línea Maronuchi tienes andenes laterales y todas de las otras líneas tienes andenes centrales.

Andenes por la línea Marunouchi (octubre de 2007)
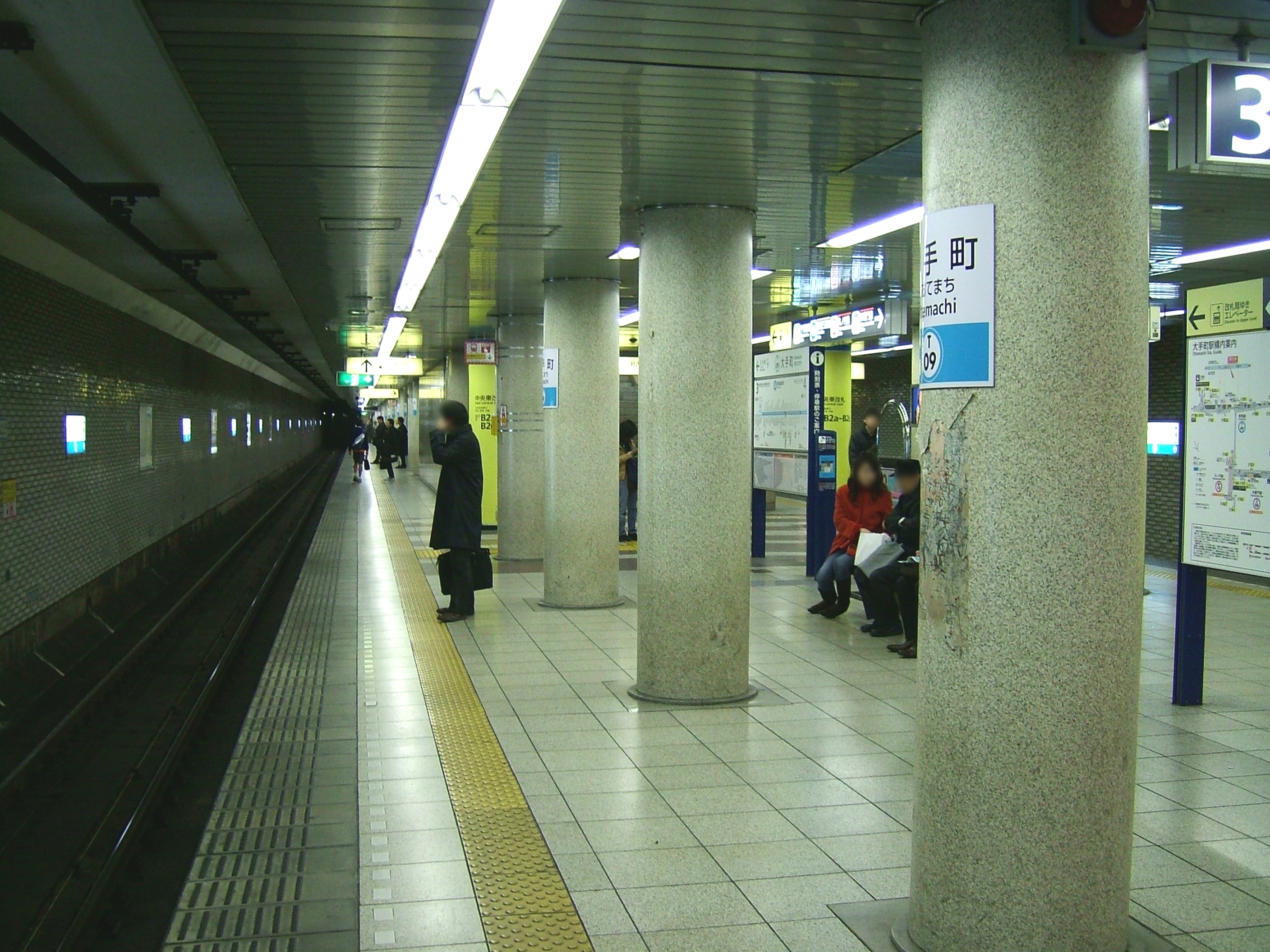
Andén por la línea Tozai (enero de 2007)
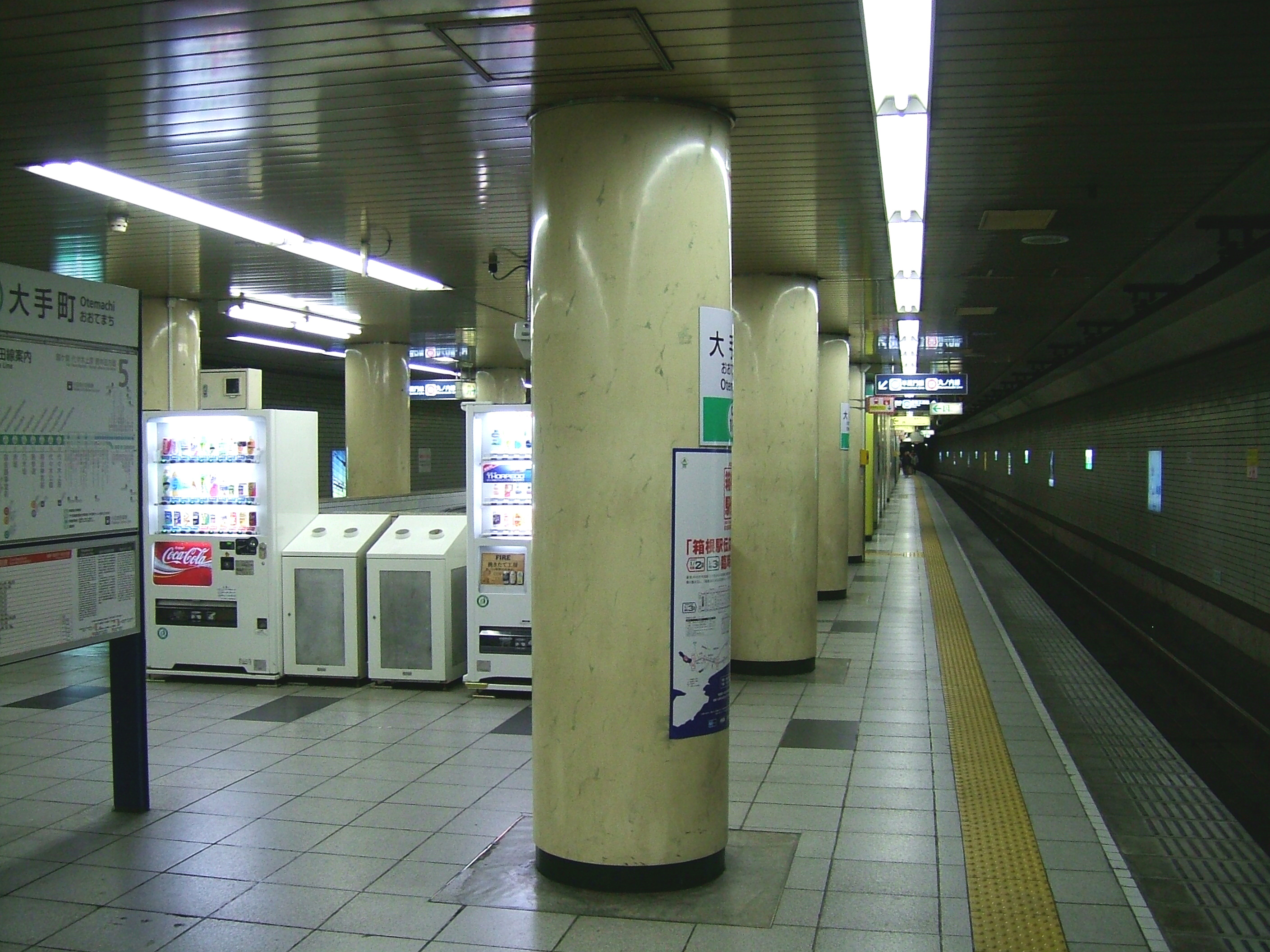
Andén por la línea Chiyoda (diciembre de 2006)
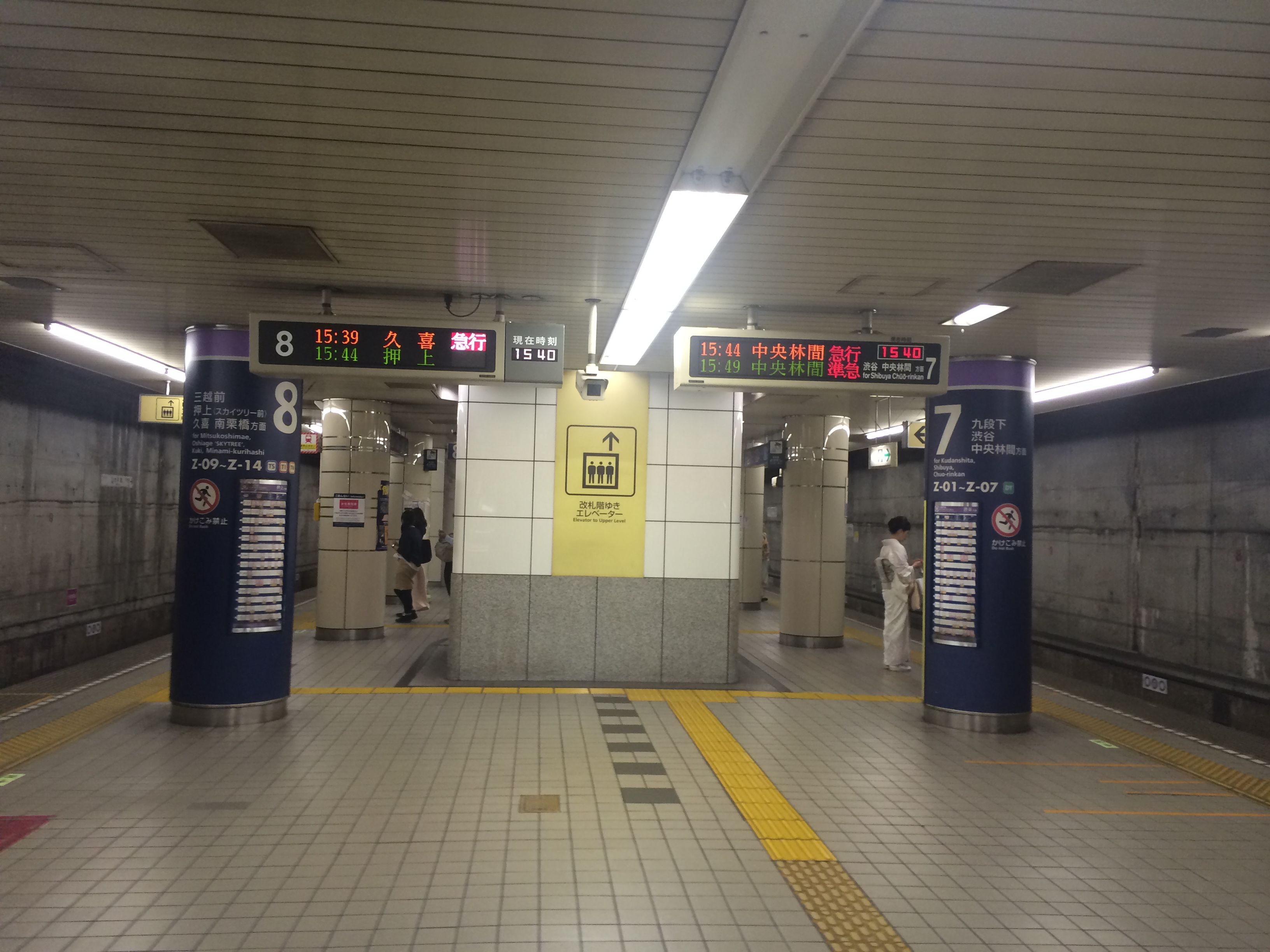
Andén por la línea Hanzōmon (octubre de 2016)
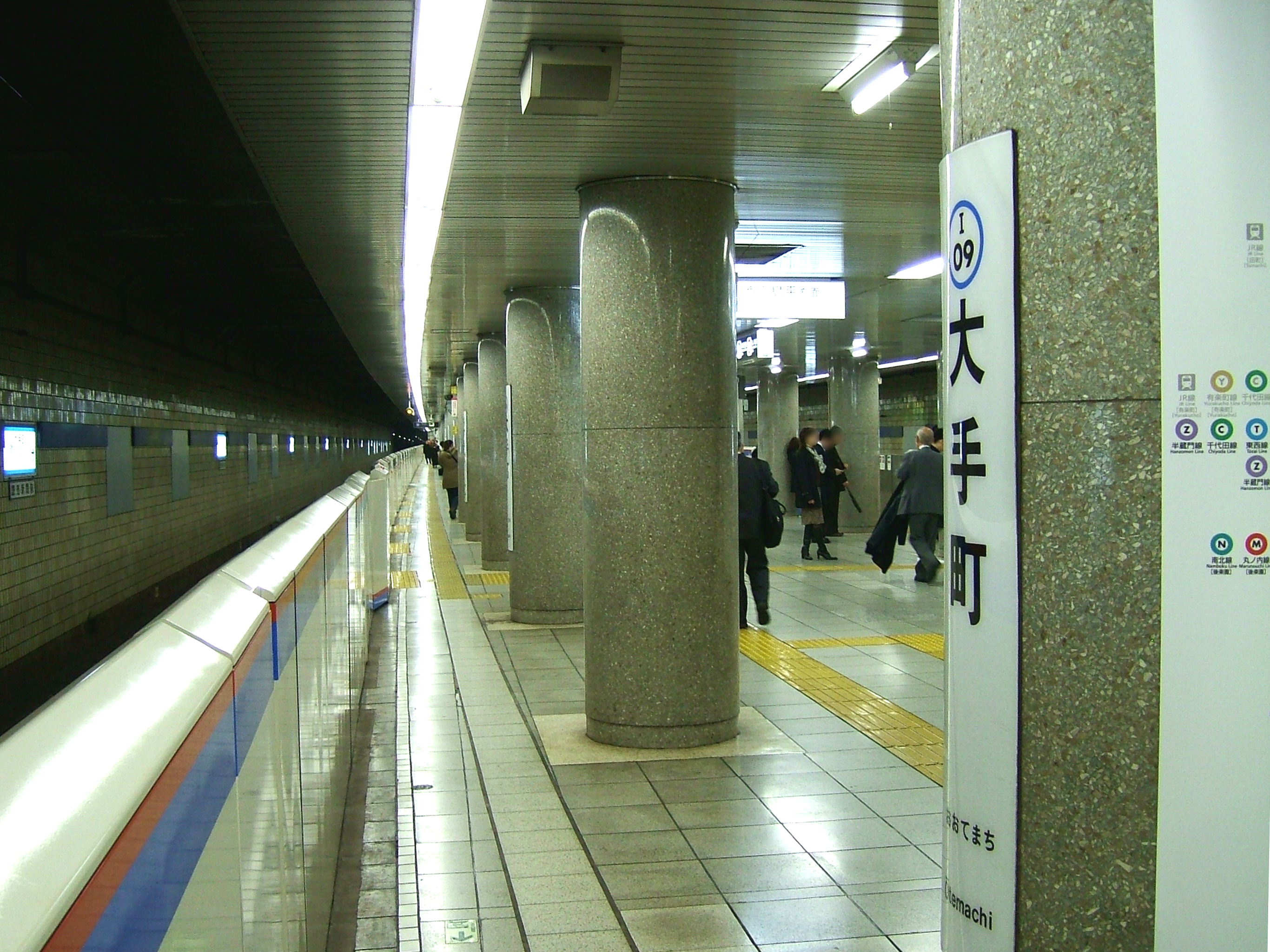
Andén por la línea Mita (marzo de 2008)

### Vías Tokyo Metro
- Vías 1–2: Línea Marunouchi
  - Vía 1: trenes a las estaciones Ginza, Shinjuku, Hōnanchō, y Ogikubo
  - Vía 2: trenes a las estaciones Ochanomizu, Korakuen, y Ikebukuro
- Vías 3–4: Línea Tozai
  - Vía 3: trenes a Nishi-Funabashi (servicios recíprocos a las estaciones Tsudanuma y Toyo-Katsutadai)
  - Vía 4: trenes a las estaciones Takadanobaba y Nakano (servicio recíproco a Mitaka)
- Vías 5–6: Línea Chiyoda
  - Vía 5: trenes a las estaciones Kasumigaseki y Yoyogi-Uehara (servicio recíproco a Karakida)
  - Vía 6: trenes a las estaciones Kita-Senju y Ayase (servicio recíproco a las estaciones Abiko y Toride)
- Vías 7–8: Línea Hanzōmon
  - Vía 7: trenes a las estaciones Kudanshita y Shibuya (servicio recíproco a Chūō-Rinkan)
  - Vía 8: trenes a las estaciones Kinshichō y Oshiage (servicio recíproco a Tōbu-Dōbutsu-Kōen)

### Vías Toei
- Vías 1–2: Línea Toei Mita
  - Vía 1: trenes a Meguro (servicio recíproco a Hoyoshi)
  - Vía 2: trenes a las estaciones Kasuga, Sugamo, y Nishi-Takashimadaira

## Historia
La estación abrió el 20 de julio de 1956 como estación de la línea Marunouchi. Las plataformas de la línea Tōzai se abrieron el 1 de octubre de 1966 como término de la línea de Nakano, pasando a ser plataformas el 14 de septiembre de 1967. Las plataformas de la línea Chiyoda se abrieron el 20 de diciembre de 1969 como término de la línea de Kita-Senju; se convirtieron en plataformas el 20 de marzo de 1971. Las plataformas de la línea Mita se abrieron el 30 de junio de 1972 y las plataformas de la línea Hanzōmon el 26 de enero de 1989.

Con la excepción de la Línea Mita, las instalaciones de las estaciones de las líneas restantes fueron heredadas por el Metro de Tokio después de la privatización de la Autoridad de Tránsito Rápido de Teito (TRTA) en 2004.

## Estaciones adyacentes
| « | « | Servicio                     | »                                | »                                |
| Metro de Tokio                                                                                                   | Metro de Tokio                                                                                                   | Metro de Tokio               | Metro de Tokio                   | Metro de Tokio                   |
| Linea Marunouchi (M-17)                                                                                          | Linea Marunouchi (M-17)                                                                                          | Linea Marunouchi (M-17)      | Linea Marunouchi (M-17)          | Linea Marunouchi (M-17)          |
| --- | --- | ---------------------------- | -------------------------------- | -------------------------------- |
| Tokio (a Ogikubo o Hōnanchō)                                                                                     | Tokio (a Ogikubo o Hōnanchō)                                                                                     |                              | Awajicho (a Ikebukuro)           | Awajicho (a Ikebukuro)           |
| Línea Hanzomon (Z-08)                                                                                            | |                              |                                  |                                  |
| Jimbocho (a Shibuya)                                                                                             | Jimbocho (a Shibuya)                                                                                             | -                            | Mitsukoshimae (a Oshiage)        | Mitsukoshimae (a Oshiage)        |
| Línea Chiyoda (C-11)                                                                                             | |                              |                                  |                                  |
| Kasumigaseki (Servicio reciproco a través de la línea Odakyu Odawara a Hakone-Yumoto, Gotemba o Katase-Enoshima) | Kasumigaseki (Servicio reciproco a través de la línea Odakyu Odawara a Hakone-Yumoto, Gotemba o Katase-Enoshima) | Romancecar                   | Kita-Senju                       | Kita-Senju                       |
| Nijubashimae (a Yoyogi-Uehara)                                                                                   | Nijubashimae (a Yoyogi-Uehara)                                                                                   | Local                        | Shin-ochanomizu (a Kita-Ayase)   | Shin-ochanomizu (a Kita-Ayase)   |
| Línea Tōzai (T-09)                                                                                               | |                              |                                  |                                  |
| Takebashi (a Nakano)                                                                                             | Takebashi (a Nakano)                                                                                             | Local/Rapido/Expreso Comunal | Nihombashi (a Nishi-Funabashi)   | Nihombashi (a Nishi-Funabashi)   |
| Línea Mita (I-09)                                                                                                | |                              |                                  |                                  |
| Hibiya (a Meguro)                                                                                                | Hibiya (a Meguro)                                                                                                | -                            | Jimbocho (a Nishi-takashimadaira | Jimbocho (a Nishi-takashimadaira |